# Thaining
Thaining är en kommun och ort i Landkreis Landsberg am Lech i Regierungsbezirk Oberbayern i förbundslandet Bayern i Tyskland.
Kommunen ingår i kommunalförbundet Reichling tillsammans med kommunerna Apfeldorf, Kinsau, Reichling, Rott och Vilgertshofen.